# 亚洲长纺蛛
亚洲长纺蛛（学名：Hersilia asiatica）为长纺蛛科长纺蛛属的动物。在中国大陆，分布于广东、浙江等地，主要栖息于果树和墙上。该物种的模式产地在广东、浙江。